# Patan (Gujarat)
Patan è una suddivisione dell'India, classificata come municipality, di 112.038 abitanti, capoluogo del distretto di Patan, nello stato federato del Gujarat. In base al numero di abitanti la città rientra nella classe I (da 100.000 persone in su).

## Geografia fisica

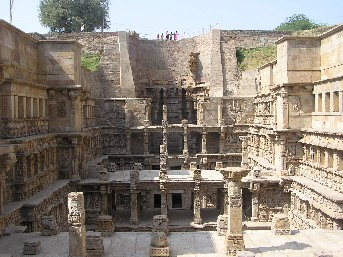
Rani ki vav

La città è situata a 23° 49' 60 N e 72° 7' 0 E e ha un'altitudine di 75 m s.l.m..

## Società

### Evoluzione demografica
Al censimento del 2001 la popolazione di Patan assommava a 112.038 persone, delle quali 59.031 maschi e 53.007 femmine. I bambini di età inferiore o uguale ai sei anni assommavano a 12.687, dei quali 7.274 maschi e 5.413 femmine. Infine, coloro che erano in grado di saper almeno leggere e scrivere erano 80.681, dei quali 46.139 maschi e 34.542 femmine.

## Storia
La città di Patan fu la capitale del Gujarat tra secolo ed il XV secolo, prima che il sultano Ahmed Shan fondasse la sua nuova capitale Ahmedabad nel 1411.
Le rovine della antica capitale, chiamata Anhilwada, si trovano a circa 2 km a nord-ovest del centro cittadino.

## Monumenti e luoghi d'interesse

### Rani ki vav
Il più imponente monumento della antica capitale è il Rani ki vav, un pozzo a gradini di ben sette piani, che è considerato uno dei migliori esempi della architettura del periodo solanki (tra il X ed il XIV secolo).
Costruito nell'XI secolo dalla regina Udaymati in memoria del marito Bhimdeva, il vav ha più di 800 sculture con incisioni molto elaborate e alla base vi sono ben 37 nicchie con rappresentazioni del dio Ganesh.
Recentemente è stato restaurato.
Nel 2014 è stato inserito nella lista dei patrimoni dell'umanità, da parte dell'UNESCO.

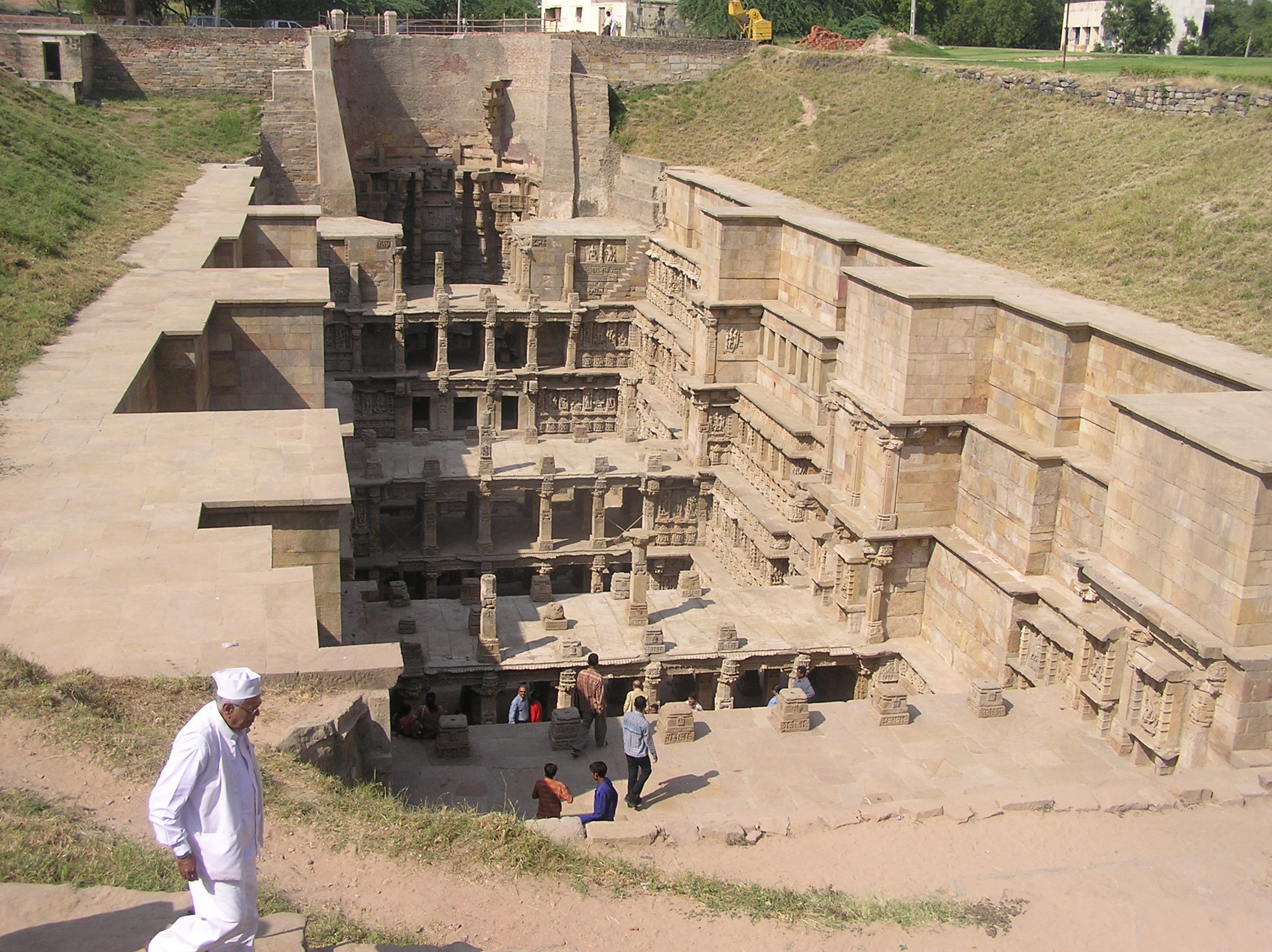
Entrata al pozzo
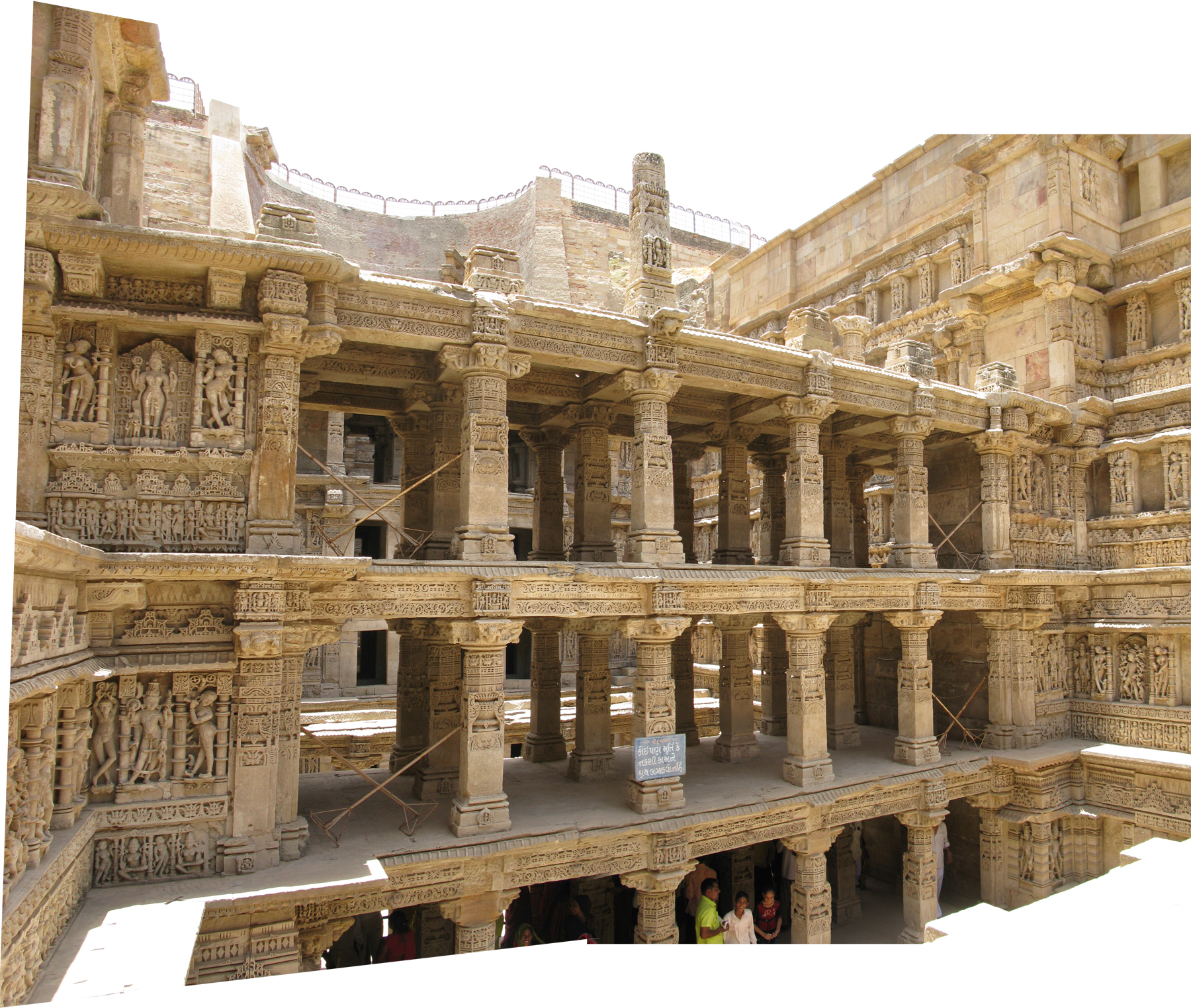
Secondo piano del pozzo
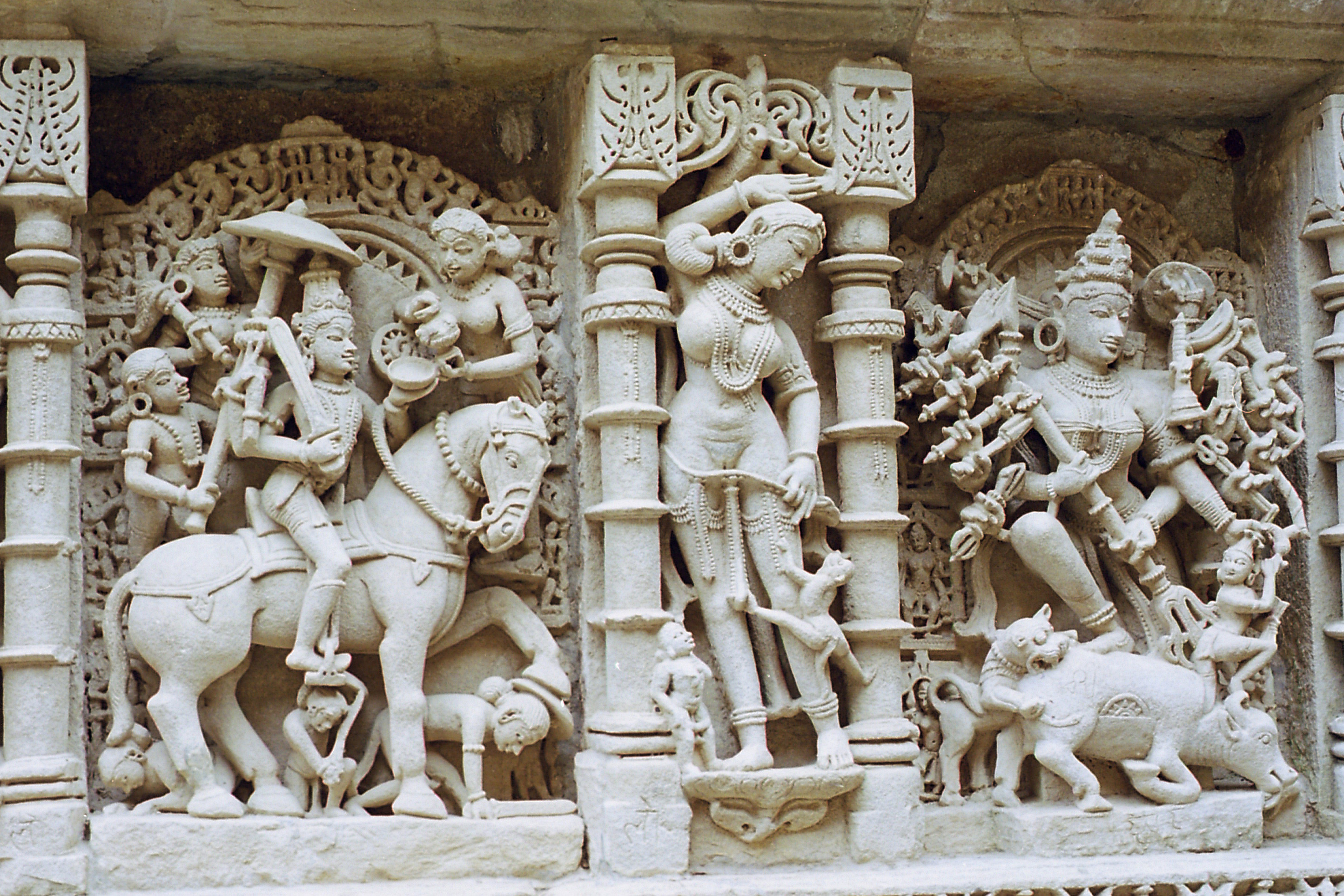
Alcune sculture
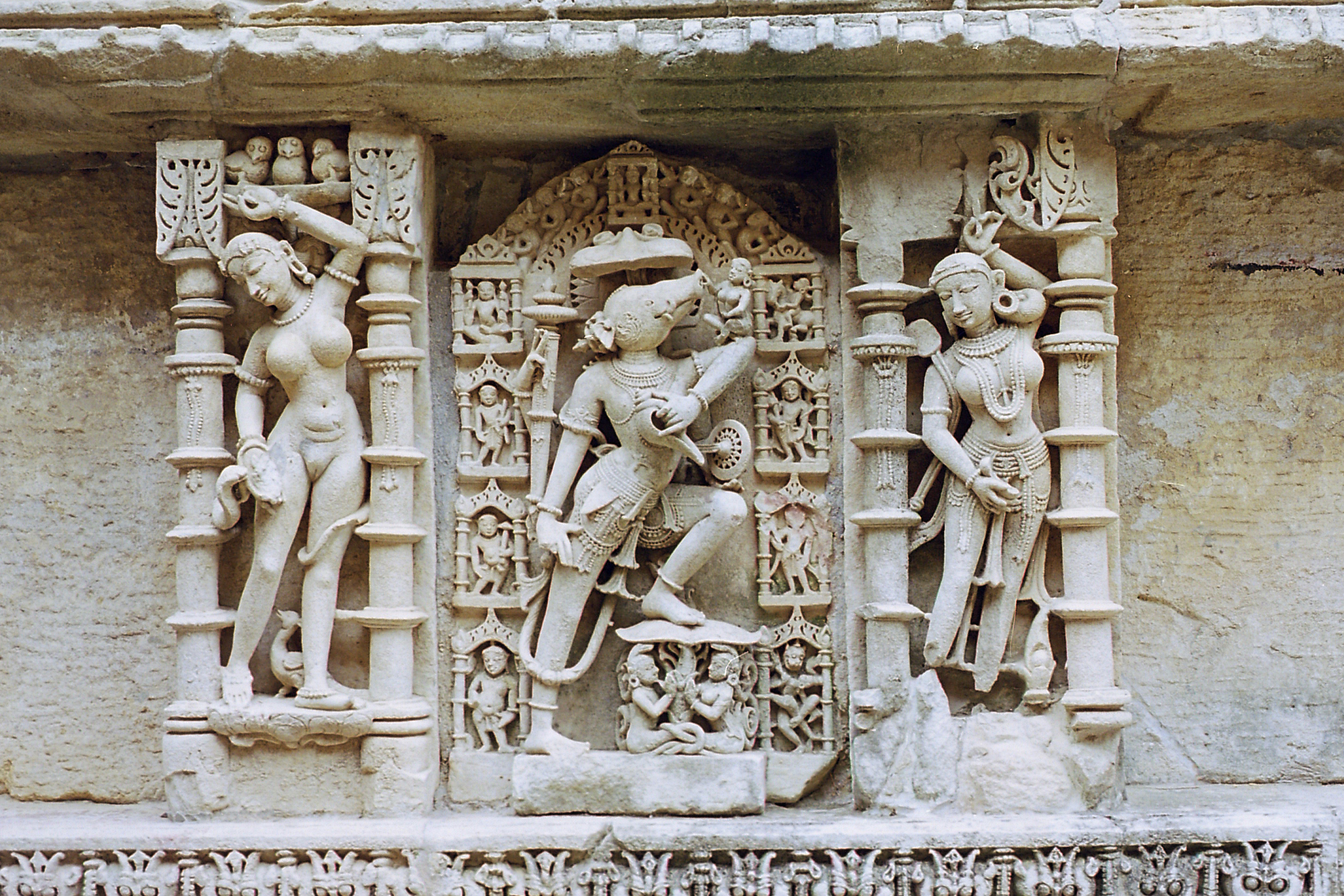
Statua di Visnù

### Sahastralinga Talav
Situato nei pressi del fiume Saraswati, il Sahastralinga Talav è un grande serbatoio per l'acqua circondato da numerosissimi tempietti dedicati al dio Shiva.